# Pachylia darceta
Pachylia darceta là một loài bướm đêm thuộc họ Sphingidae. Nó được tìm thấy ở Panama, Costa Rica, Venezuela, Brasil và Bolivia.
Mỗi năm loài này có thể có nhiều thế hệ. Con trưởng thành bay từ đầu tháng 8 đến tháng 9 in Brazil.

## Hình ảnh

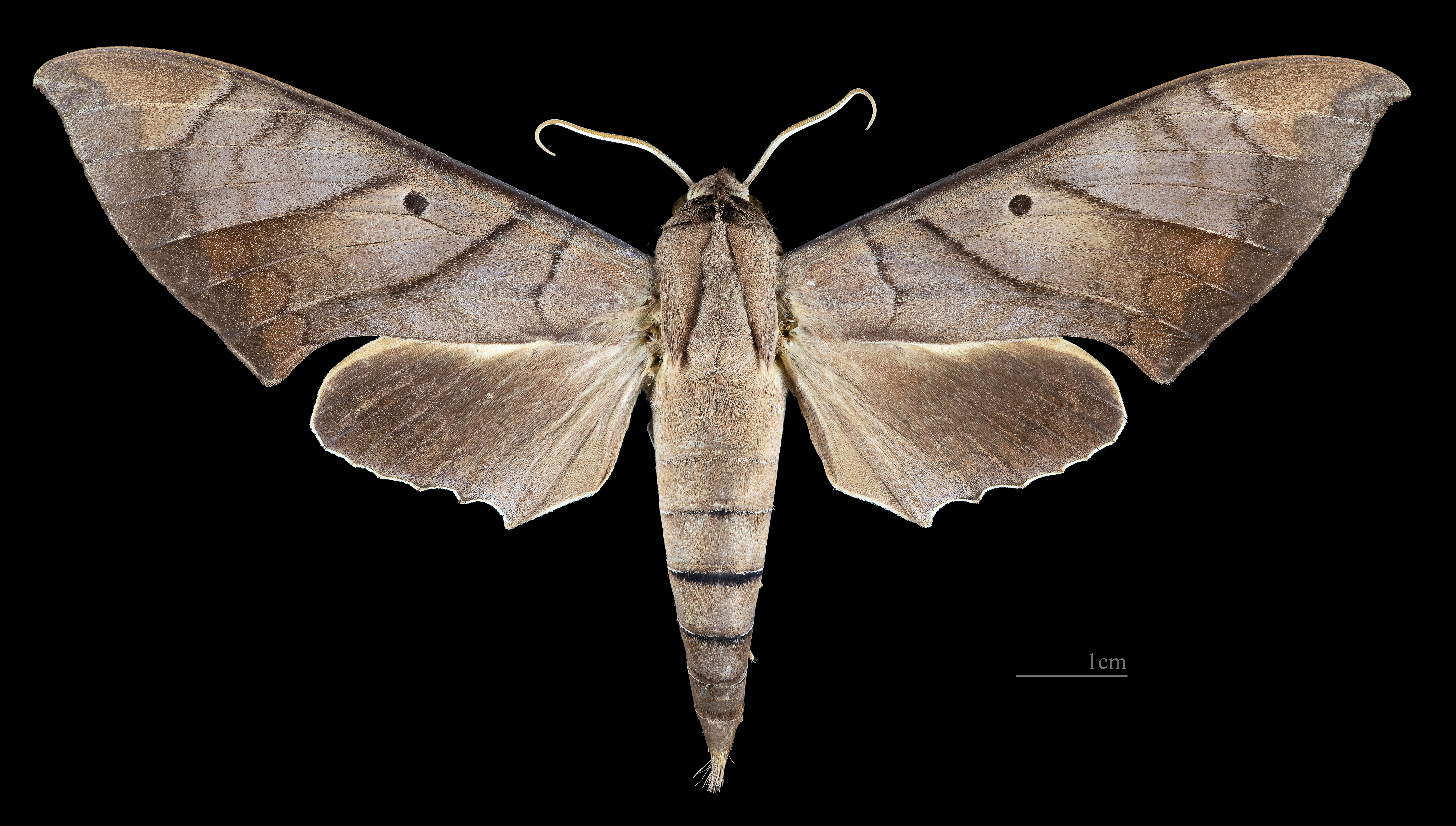
Pachylia darceta ♂
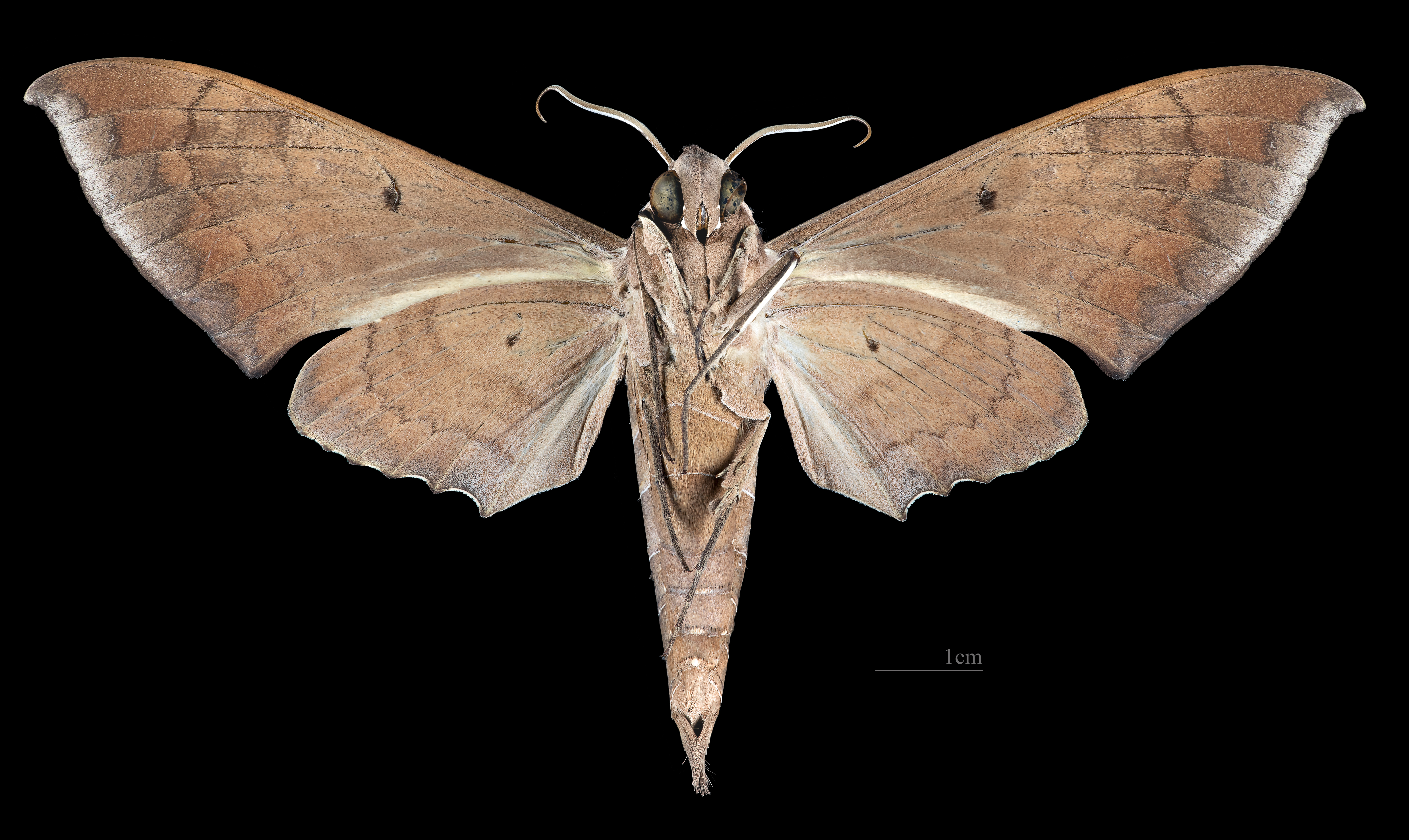
Pachylia darceta ♂   △